# Kirguistán en los Juegos Olímpicos de Londres 2012
Kirguistán estuvo representado en los Juegos Olímpicos de Londres 2012 por un total de 14 deportistas, 11 hombres y 3 mujeres, que compitieron en 8 deportes.
El portador de la bandera en la ceremonia de apertura fue el yudoca Chingiz Mamedov. El equipo olímpico kirguís no obtuvo ninguna medalla en estos Juegos.